# Arte moderna

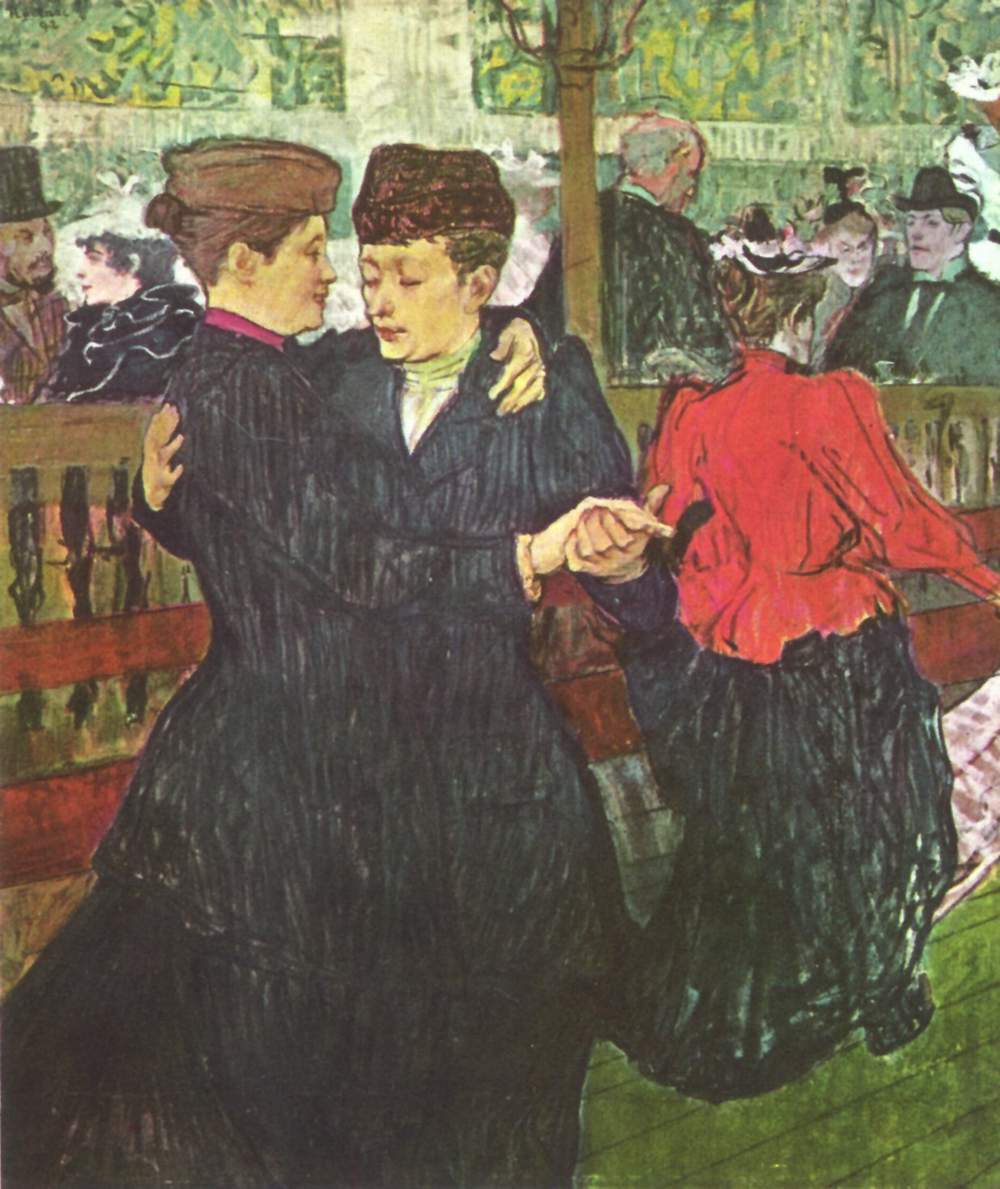
Valzer di donne al Moulin Rouge, di Henri de Toulouse-Lautrec, 1892

L'arte moderna è lo stile e la concezione dell'arte propria del periodo tra la metà del XIX secolo e la metà del XX secolo e, più in generale, alle espressioni artistiche che esprimono una forma di «rifiuto» per il passato e di apertura alla sperimentazione.
Gli artisti moderni sperimentarono nuove forme visive e avanzarono concezioni originali della natura, dei materiali e della funzione dell'arte, alternando periodi più "realisti" (sia per le tecniche adottate che per i soggetti scelti) a periodi più "simbolisti" o "espressionisti" fino all'astrazione.
La produzione artistica più recente è spesso definita come arte contemporanea o arte postmoderna.

## Storia dell'arte moderna

### Le radici nel XIX secolo

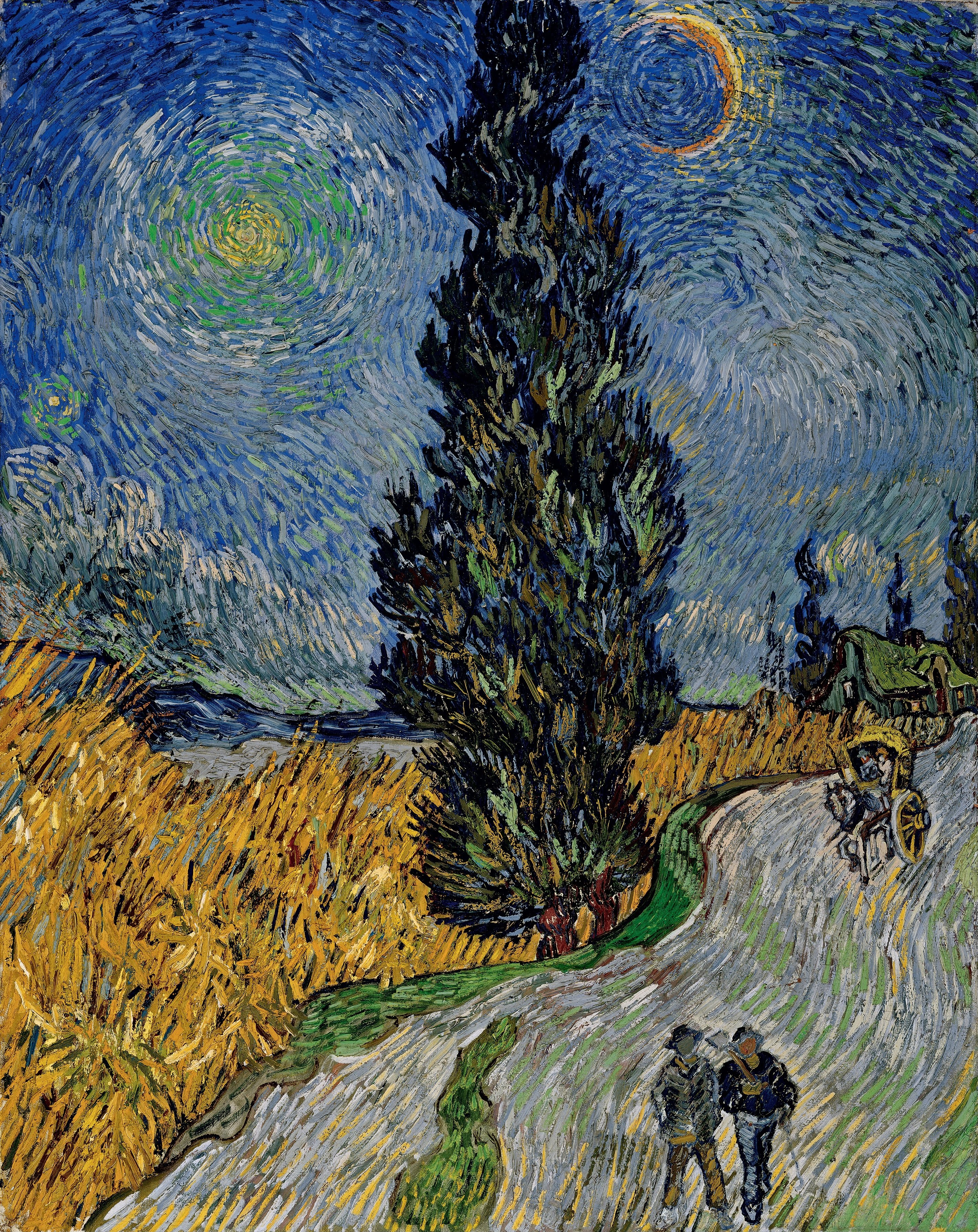
Strada con cipresso e stella, di Vincent van Gogh, 1890, Kröller-Müller Museum

Sebbene la scultura d'arte moderna e l'architettura siano state riconosciute solo alla fine del diciannovesimo secolo, gli inizi della pittura moderna possono essere riconosciuti precedentemente.
L'anno che in genere si considera convenzionalmente come il punto d'inizio dell'arte moderna è il 1863, cioè l'anno in cui Édouard Manet esibì il suo dipinto Colazione sull'erba a Parigi. Si potrebbero prendere in considerazione date ancora precedenti a questa: il 1855 quando Gustave Courbet esibì L'atelier del pittore.
Secondo lo storico dell'arte H. Harvard Arnson, comunque, "Tutte queste date hanno un significato nello sviluppo dell'arte moderna, ma marcano una data assoluta d'inizio di una nuova arte… Una graduale metamorfosi è accaduta nel corso di un centinaio di anni."

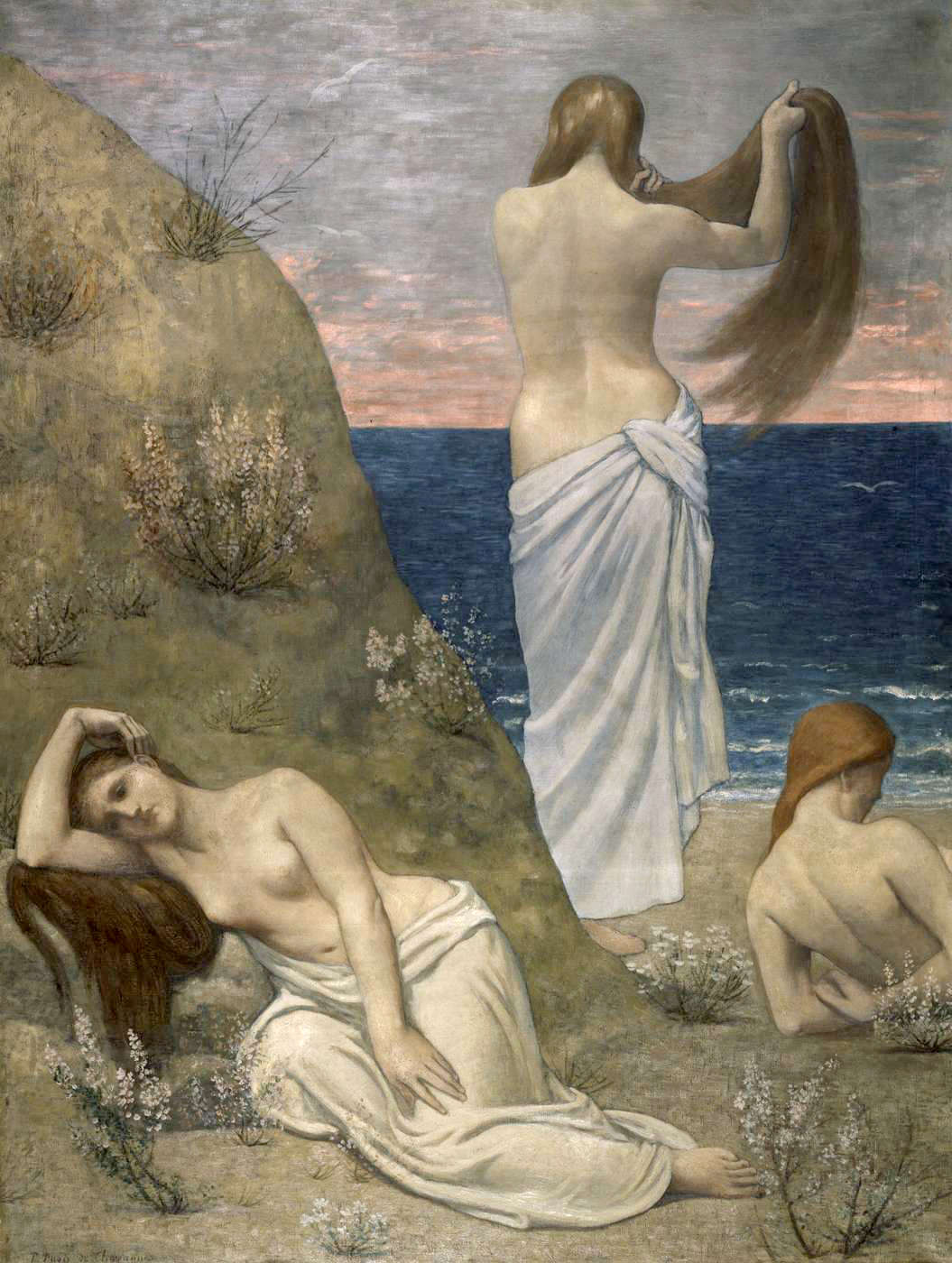
Ragazze in riva al mare, di Pierre Puvis de Chavannes, 1879, Musée d'Orsay, Parigi

Il filo di pensiero che conduce all'arte moderna può essere ricondotto all'Illuminismo, e anche al diciassettesimo secolo.
Il critico d'arte moderna Clement Greenberg chiamò Immanuel Kant "il primo vero modernista" ma segnò anche una distinzione: "L'illuminismo criticò dall'esterno... Il Modernismo critica dall'interno".
La Rivoluzione francese del 1789 sradicò presunzioni e istituzioni che per secoli erano state accettate attraverso piccole domande, e avvicinò il popolo ad un vigoroso dibattito politico.
Questo sollevò la consapevolezza del popolo, o come disse Ernst Gombrich: "una consapevolezza che permette alle persone di scegliere come vivere esattamente come si sceglie la fantasia della carta da parati".
I pionieri dell'arte moderna furono i Romantici, i Realisti e gli Impressionisti.
- L'Arte romantica si distinse, nelle arti figurative, per le atmosfere languide e misticheggianti e per il riferimento costante alla natura ed al Sublime legato all'aspirazione per l'infinito (si pensi ai paesaggi sconfinati di William Turner e di John Constable), ma anche per il nazionalismo (La libertà che guida il popolo di Delacroix) e per i richiami al passato (il "ruderismo" medievale di Caspar David Friedrich, i richiami classici del romanticismo più formale che sostanziale di Francesco Hayez) reinterpretato anche in contrapposizione alla retorica illuminista e razionalista nonché per mettere in evidenza l'universalità dei sentimenti e della condizione umana, e la banalità del presente.
- Lo stile realista nacque invece, anche in pittura, come risposta artistica ai fermenti politici popolari scoppiati in Europa a partire dalla Rivoluzione francese soprattutto nell'ondata rivoluzionaria del 1848. Questi fermenti politici e sociali produssero una critica della società borghese da un punto di vista popolare (compresa la pittura classicheggiante, diffusa tra le élite) che portò, nell'arte, alla ricerca polemica di un realismo che non dissimulasse le contraddizioni, le ingiustizie e la vita quotidiana. Questa volontà si tradusse sia nello stile pittorico adottato, con un'attenzione alla fedeltà nella riproduzione della realtà (pur con un'accentuazione pre-espressionista di certi elementi grotteschi, ad esempio in Gustave Courbet), sia nella scelta dei soggetti umili e popolari (Le spigolatrici di Jean-François Millet, Il vagone di terza classe di Honoré Daumier) a scopo di polemica e di denuncia. In Italia la tendenza verista si espresse nella scuola toscana dei Macchiaioli, in pittori come Angelo Morbelli e in Abruzzo con Teofilo Patini. In Belgio si distinsero il pittore e scultore Constantin Meunier ed Evert Larock che apparteneva alla cerchia artistica I XIII.

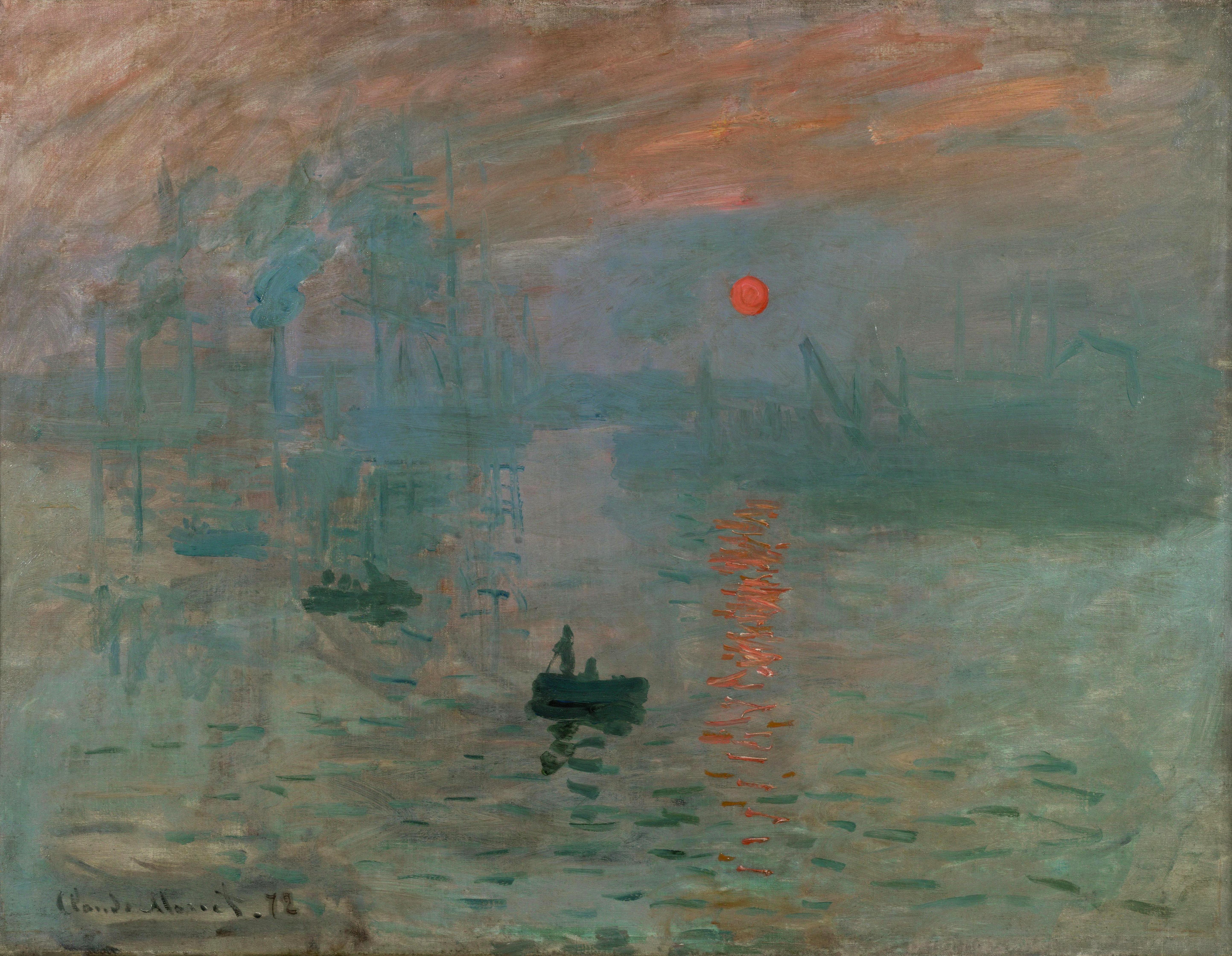
Claude Monet, Impressione, levar del sole (1872); olio su tela, 48×63 cm, Musée Marmottan Monet, Parigi

- L'Impressionismo nacque negli anni sessanta dell'Ottocento raccogliendo in parte l'eredità del romanticismo (per quanto riguarda la predilezione per i paesaggi en plein air e per le innovazioni cromatiche, ma anche per le atmosfere languide) e del realismo (nella scelta dei soggetti e nella naturalezza della composizione) reinterpretato anche attraverso l'opera dei Macchiaioli. Gli impressionisti dipingevano all'aperto, con una tecnica rapida che permetteva di completare l'opera in poche ore (la pittura en plein air). Essi volevano riprodurre sulla tela le sensazioni e le percezioni visive che il paesaggio comunicava loro nelle varie ore del giorno e in particolari condizioni di luce. L'oggetto era quindi la percezione della realtà sentita nella sua totalità: compito dell'artista quello di cogliere l'"impressione" generale, esprimendola con rapide pennellate di colore.

La tendenza realista si scontrò, nel corso dell'Ottocento, con la tendenza idealista che egemonizzava, all'epoca, l'arte accademica, godendo del favore (estetico e politico) di un pubblico elitario e del potere politico.. Ciò nonostante, lentamente, alcuni tra i pittori impressionisti di maggiore successo riuscirono a catturare il favore di una parte crescente dell'establishment lavorando su commissione o per esibizioni relativamente popolari, in contrasto con l'idea di arte elitaria o di "arte per l'arte". Ciò tuttavia diluì in parte la portata contestatrice e anticonformista dell'Impressionismo, estetizzandolo e portando alcuni post-impressionisti ad un'ulteriore ricerca stilistica.
Nel tardo diciannovesimo secolo, altri movimenti che influenzarono l'arte moderna erano cominciati ad emergere: ad esempio il Post-impressionismo (scomponibile in varie correnti, tra cui il Puntinismo) ed il Simbolismo.
- Con Post-impressionismo si fa riferimento a tutti quei movimenti artistici che si svilupparono (soprattutto in Francia) negli ultimi due decenni del diciannovesimo secolo superando l'Impressionismo caricando la sola impressione visiva di significati più profondi e soggettivi. Artisti emblematici di questa tendenza furono Vincent van Gogh (precursore in parte dell'Espressionismo e del Fauvismo), Paul Cézanne (anticipatore in parte del Cubismo) e Georges Seurat, capostipite del Puntinismo).
- Il Puntinismo, o anche detto "Impressionismo scientifico", è una delle principali correnti post-impressioniste che estremizzò la riflessione teorica sulla luce e sul colore portata avanti dagli impressionisti, esasperando la scomposizione e la frammentazione del tratto fino a giungere non più ad un mescolamento o ad una sovrapposizione di rapide pennellate di colore (come nell'Impressionismo classico, punto di partenza del capostipite Georges Seurat) bensì ad un accostamento di minuscoli punti di colore puro che si fondono solo nella retina dell'osservatore. In Italia il Divisionismo giunge a risultati estetico-tecnici analoghi, con la divisione del tessuto pittorico in piccoli tratti di colori primari, ma spesso con tematiche e sensibilità più vicine al Simbolismo.
- Il Simbolismo emerse sempre in Francia dalla volontà di superare la pura visività dell'impressionismo mainstream cercando di trovare delle corrispondenze tra il mondo oggettivo (in particolare la natura) e il mondo soggettivo. Il Simbolismo pittorico non si propose quindi tanto di sovraccaricare la natura di significati allegorici, quanto piuttosto di utilizzare elementi reali per evocare in maniera sintetica (appunto simbolica) idee ed emozioni.

### La prima metà del ventesimo secolo
Tra i movimenti che nacquero durante i primi decenni del ventesimo secolo uno dei più influenti è il movimento espressionista attivo, nelle sue varie declinazioni, in Francia (dove confluirono anche artisti espressionisti slavi e italiani) e in Germania.
- L'espressionismo, anticipato in parte dai lavori di Munch, del Gauguin tardo-impressionista e del Daumier post-realista, fu inaugurato dalle avanguardie Fauvista (in Francia) e dal gruppo Die Brücke (in Germania), sviluppando poi diverse correnti (lo spiritualismo quasi astratto dei Der Blaue Reiter, lo spirito di denuncia della corrente della Nuova oggettività) oltre a personalità originali (Oskar Kokoschka, Amedeo Modigliani), il tutto all'insegna di un'estrema eterogeneità stilistica e contenutistica. Se realismo ed impressionismo nacquero come tentativi di dipingere la realtà in maniera realistica, l'espressionismo mirò a trasmettere attraverso l'arte non tanto la forma esteriore della realtà quanto i moti interiori dello spirito o della realtà stessa. Ciò anche per contrastare la trasformazione dell'impressionismo in un movimento puramente estetico incapace sia di veicolare istanze sociali ed esistenziali, sia di conservare lo spirito dissacratore e polemico degli albori.
- Il Fauvismo (dal francese "belve"), uno dei movimenti di avanguardia che anticiparono l'Espressionismo, fu così definito per la "selvaggia" violenza espressiva del colore steso in tonalità pure. Partendo dalla riflessione impressionista sul colore, i fauvisti (Matisse, Vlaminck e altri) promossero l'uso di colori vivaci ed innaturali. Dissimilmente da altre correnti espressioniste, i fauves si concentrarono sugli aspetti cromatici e sull'immediatezza visiva piuttosto che sul significato e sui messaggi proponendo una libertà ed un'irruenza rivoluzionaria ed iper-espressiva nell'uso del colore.
- Il movimento Die Brücke, nato a Dresda nel 1905, rappresentò il "ponte" tra il neo-romanticismo e l'Espressionismo tedesco. I membri di Die Brücke, Kirchner e Nolde i più celebri, si isolarono in un quartiere operaio di Dresda e svilupparono uno stile comune basato su colori accesi, tensione emozionale, immagini violente e una certa influenza del primitivismo, alternando immagini crude della realtà urbana a scene da circo cariche di pathos ponendo le basi per l'espressionismo maggiormente realista e politicizzato della Nuova oggettività.
- Il movimento Der Blaue Reiter ("il cavaliere blu") di Kandinskij, Macke, Klee e Marc, nacque a Monaco di Baviera nel 1911. Gli artisti del movimento miravano ad esprimere attraverso l'arte verità spirituali, promuovendo una pittura spontanea (con linee sinuose e virtuosismi ispirati all'Art Nouveau) dalle tinte accese: da questa concezione mistico-spirituale ed idealistica dell'arte come evasione e come veicolo d'espressione di significati spirituali, interiori, trascendenti, sarebbe derivato anni dopo l'Espressionismo astratto.
- La Nuova oggettività si sviluppò, nel solco della tradizione espressionista, negli anni immediatamente successivi alla della Prima guerra mondiale: nel clima di distruzione e di tensione politica e sociale che ne derivò, molti artisti scelsero di utilizzare la capacità di provocare e di rappresentare le emozioni propria dell'espressionismo al servizio delle classi svantaggiate, dei diseredati e delle umili vittime del conflitto recuperando le ragioni del realismo e della pittura grottesca alla James Ensor nonché dei Macchiaioli. Fu in questo clima che artisti come Käthe Kollwitz in Germania e Lorenzo Viani si dedicarono alla rappresentazione della sofferenza delle classi subalterne, del proletariato urbano e rurale, mentre Otto Dix e George Grosz declinarono il loro impegno in dipinti e vignette satiriche ed antiborghesi, anti-militariste e politicamente schierate a sinistra della stessa Repubblica di Weimar o sulle posizioni del Sindacalismo rivoluzionario e dello Spartachismo fino alla repressione hitleriana in Germania ed all'ostilità (o alla cooptazione) nell'Italia fascista.

Alla galassia espressionista si affiancarono, agli inizi del secolo, vari movimenti di avanguardia: tra i principali il Cubismo di Picasso, Braque e Gris, il Futurismo di Boccioni e Balla, il Dadaismo di Tzara e di Duchamp, la Pittura metafisica di Giorgio de Chirico e Carlo Carrà, il Surrealismo di Ernst, Dalí, Miró e Magritte ed il Suprematismo di Kazimir Severinovič Malevič.
- Il Cubismo nacque a Parigi nel 1905: caratteristica del cubismo quella di spezzare, analizzare e riassemblare il soggetto in forme astratte proponendone visioni scomposte secondo più punti di vista. Compito del pittore quindi quello di sottoporre il soggetto ad un'opera "parascientifica" di scomposizione nelle sue componenti costitutive, ricomponendolo non in base alla realtà di visione ma alla realtà di conoscenza. Pittori più rappresentativi di questa tendenza furono Pablo Picasso ed il primo Georges Braque (già Fauves, poi allontanatosi dal cubismo), Robert Delaunay (capostipite del Cubismo orfico influenzato dall'espressionismo del gruppo Der Blaue Reiter) e Fernand Léger (che riprese i motivi della macchina e della metropoli affrontati dai Futuristi senza condividerne però il Positivismo), mentre a livello teorico un contributo fondamentale fu offerto dal poeta Guillaume Apollinaire.

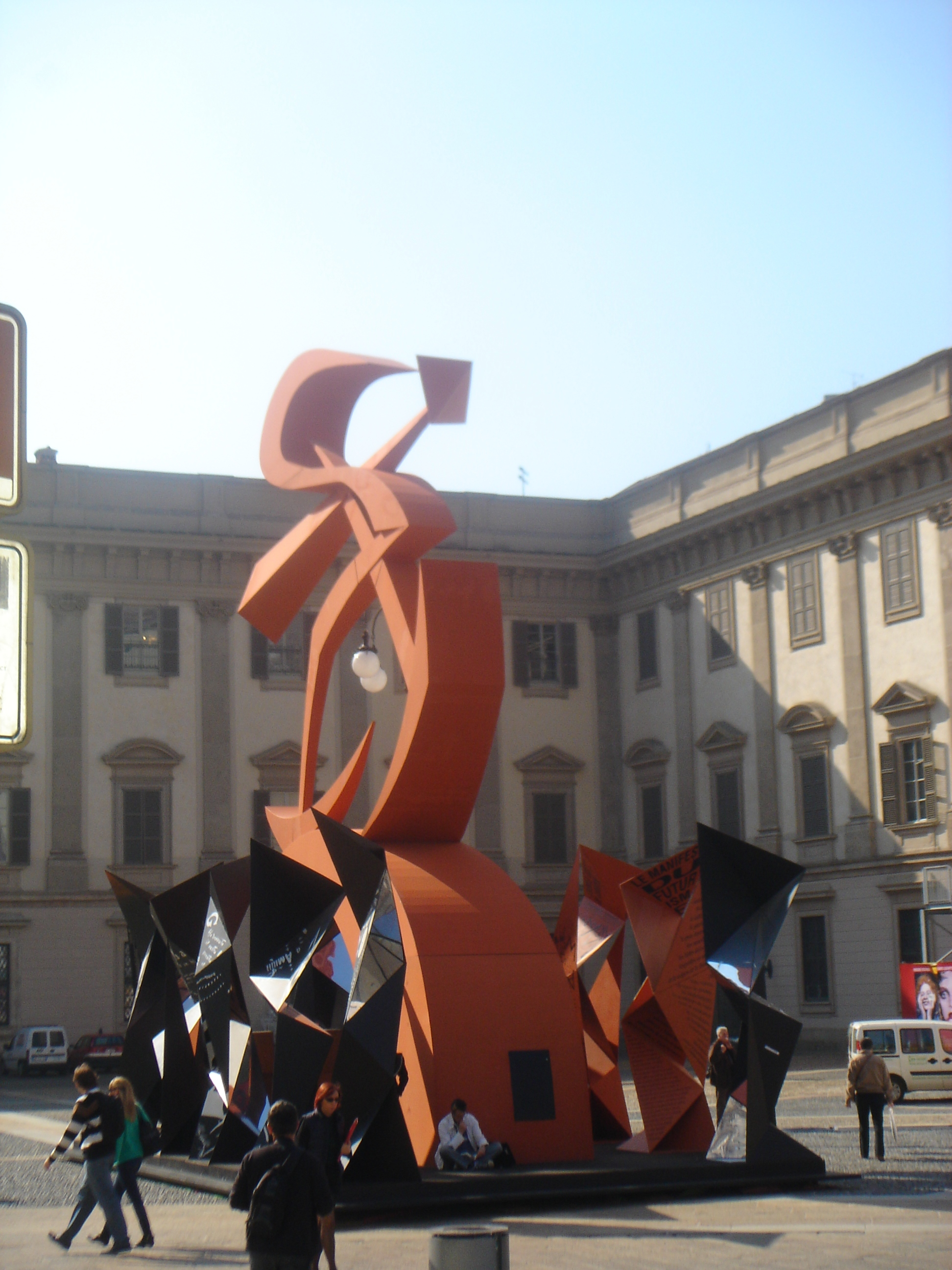
Scultura in piazza Duomo di Milano rappresentate il movimento futurista allestita in occasione della mostra futurista del 2009

- Il Futurismo fu un movimento artistico sviluppatosi in Italia grazie all'opera di Filippo Tommaso Marinetti. Il Futurismo si colloca sull'onda della rivoluzione tecnologica dei primi anni del '900 che offre l'occasione per superare l'immaginario decadente esaltando il dinamismo e la fiducia nel progresso e dichiarando, come già Nietzsche, la fine delle vecchie ideologie. L'esaltazione del dinamismo, della velocità, dell'industria, del motore e della guerra intesa come "igiene dei popoli", si tradusse nelle arti figurative nell'abolizione della prospettiva tradizionale (ispirata a Cubismo e Divisionismo italiano) a favore di una visione simultanea che esprimesse il dinamismo degli oggetti. Nato in Italia, in futurismo si sviluppò anche in Russia (seppure su posizioni ideologiche opposte, a sostegno del comunismo e contro la guerra) dove fu la premessa per il Costruttivismo.
- La Pittura metafisica nacque attorno al 1912 durante la permanenza dell'italiano Giorgio de Chirico a Parigi. Caratteristica dello stile l'intenzione di mostrare ciò che è oltre l'esperienza fisica della realtà, oltre l'esperienza dei sensi: a livello stilistico gli stratagemmi più frequenti sono la creazione di un'atmosfera fuori dal tempo, allucinata e sognante, con campiture ampie e piatte di colore, molteplici punti di fuga, ombre lunghe e l'assenza quasi completa di figure umane (sostituite da manichini, statue, treni) che contribuisce ad accrescere il senso di solitudine e mistero. La corrente metafisica fu di fondamentale importanza per la nascita del Surrealismo, tanto che i protagonisti di questa corrente riconosceranno in De Chirico un loro vero e proprio precursore.
- Il Suprematismo nacque nel 1913 in Russia dalla volontà di superare la tendenza realista ottocentesca dominante e dalla disillusione legata al fallimento della Rivoluzione russa del 1905, repressa dall'apparato zarista, che portò molti movimenti d'avanguardia a rifugiarsi in una concezione disimpegnata dell'arte. Secondo l'estetica proposta da Kazimir Severinovič Malevič, il fondatore del movimento, la bellezza dell'opera d'arte è dovuta non all'oggetto della rappresentazione o all'emozione che esso esprimerebbe ma alla piacevolezza naturalmente indotta da alcune forme semplici, responsabili ad esempio del fascino immortale (per quanto inconsapevole) dell'arte classica. Partendo da questa considerazione, quindi, il Suprematismo propose un'arte controllata di pure forme semplici e geometriche, nel tentativo di depurare la pura estetica da ogni desiderio di curarsi della realtà in sé anti-artistica.
- Il Dadaismo fu un movimento artistico, o meglio "anti-artistico", che contrastò attraverso la dissacrazione sistematica sia l'estetica e le convenzioni del tempo sia ogni concezione che affidasse all'arte un qualsiasi senso o una qualsiasi funzione. Per i Dada l'arte era semplice creatività, ironia, scherzo, all'insegna di un nichilismo artistico risultato, in parte, dell'orrore per la prima guerra mondiale. Questo nichilismo artistico, e questo gusto per la sorpresa e la dissacrazione, influenzarono in maniera consistente l'Arte contemporanea postmoderna, anche se il Dadaismo vero e proprio si dissolse presto nel Surrealismo (come nel caso di Marcel Duchamp).
- Il Surrealismo nacque negli anni venti a Parigi dalla volontà di scrutare anche attraverso l'arte la profondità del sogno e dell'inconscio. Il Surrealismo è quindi quell'arte che si nutre di libere associazioni di immagini, idee, sensazioni, accostate e composte senza scopi preordinati se non quello di esplorare quella forma di conoscenza che va appunto oltre la realtà sensibile e cosciente. Se in alcuni casi il surrealismo sfociò nell'astrattismo (si pensi a Joan Miró) in altri casi esso si richiamò piuttosto all'Espressionismo (Max Ernst), al Dadaismo (Marcel Duchamp, e lo stesso Max Ernst), fino alla Metafisica (Salvador Dalí).

Gruppi di artisti svilupparono sempre in questo periodo nuovi modi di intendere l'arte nelle sue interrelazioni con l'architettura, al design ed alla grafica pubblicitaria: all'Art Nouveau, tendenza dominante di inizio secolo, si aggiunsero soprattutto dopo la prima guerra mondiale il neoplasticismo del gruppo De Stijl (che nell'arte figurativa ebbe come maggiore esponente Piet Mondrian), al razionalismo della scuola Bauhaus (attiva soprattutto in architettura e in design) ed in Russia al Costruttivismo di Vladimir Evgrafovič Tatlin.

### Dopo la Seconda guerra mondiale
L'arte moderna sbarcò negli Stati Uniti nel secondo decennio del secolo ventesimo, e fu rafforzata dalla fuga dall'Europa di numerosi artisti: fu solo dopo la fine della seconda Guerra Mondiale, tuttavia, che gli Stati Uniti diventarono una fucina di movimenti artistici ed avanguardistici che fecero da ponte tra l'arte moderna e l'arte postmoderna (o contemporanea) che va dagli anni settanta ad oggi.
Gli anni cinquanta e sessanta videro l'emergere di movimenti riconducibili alla corrente dell'arte astratta, in parte derivazione dell'espressionismo: tra i più conosciuti l'espressionismo astratto e l'Action painting di Pollock e de Kooning e la "Pittura a campi di colore" di Rothko, in contesto americano, ma anche il Tachisme e l'Art Brut in Europa. Sempre a partire dagli anni sessanta si sviluppò inoltre l'Arte concettuale con la nascita della Pop Art, dell'Op art, del Neo-dadaismo, della Performance art, del Minimalismo, e da altre correnti che influenzarono anche l'arte contemporanea.

## Movimenti artistici, avanguardie e gruppi di artisti
Di seguito i principali movimenti artistici che compongono l'arte moderna (con alcuni degli esponenti più significativi), insieme ai principali movimenti leggermente anteriori o leggermente posteriori correlati all'arte del periodo propriamente moderno (1860-1970).

### Diciannovesimo Secolo
- Arte romantica - William Turner, John Constable, Eugène Delacroix, Caspar David Friedrich, Francisco de Goya
- Realismo - Gustave Courbet, Camille Corot,
- Preraffaelliti - William Holman Hunt, John Everett Millais, Dante Gabriel Rossetti
- Macchiaioli - Giovanni Fattori, Silvestro Lega, Telemaco Signorini, Vincenzo Cabianca
- Impressionismo - Edgar Degas, Édouard Manet, Claude Monet, Camille Pissarro, Alfred Sisley, Gustave Caillebotte, Berthe Morisot, Pierre-Auguste Renoir
- Post-impressionismo - Georges Seurat, Paul Cézanne, Paul Gauguin, Vincent van Gogh, Henri de Toulouse-Lautrec, Henri Rousseau
- Puntinismo (o pointillisme) - Georges Seurat, Paul Signac, Henri Edmond Cross
- Divisionismo - Giovanni Segantini, Pellizza da Volpedo, Gaetano Previati, Angelo Morbelli
- Simbolismo - James Ensor, Gustave Moreau, Odilon Redon, Pierre Puvis de Chavannes, Arnold Boecklin, Edvard Munch
- Nabis - Pierre Bonnard, Maurice Denis, Paul Sérusier, Félix Vallotton, Édouard Vuillard
- Art Nouveau e varianti (Secessione viennese, Jugendstil, Modernismo) - Aubrey Beardsley, Alphonse Mucha, Gustav Klimt
- Art Nouveau (Architettura & Design) - Antoni Gaudí, Otto Wagner, Wiener Werkstätte, Josef Hoffmann, Adolf Loos, Koloman Moser, Alessandro Mazzucotelli

### Gli inizi del ventesimo secolo (prima della Prima Guerra Mondiale)
- Arte Astratta - Francis Picabia, Vasilij Kandinskij, František Kupka, Robert Delaunay, Sonia Delaunay, Piet Mondrian, Kazimir Malevič
- Fauves (Espressionismo Francese) - Henri Matisse, Maurice de Vlaminck, André Derain, Kees Van Dongen, Georges Rouault
- Espressionismo Tedesco e correlati Die Brücke, Der Blaue Reiter - Ernst Ludwig Kirchner, Wassily Kandinsky, Franz Marc, Egon Schiele, Oskar Kokoschka, Emil Nolde, Karl Schmidt-Rottluff, Max Pechstein
- Cubismo - Georges Braque, Pablo Picasso, Jean Metzinger, Albert Gleizes, Fernand Léger, Robert Delaunay, Henri Le Fauconnier, Marcel Duchamp, Jacques Villon, Francis Picabia, Juan Gris
- Cubismo orfico - Robert Delaunay, Sonia Delaunay, Jacques Villon, František Kupka
- Futurismo - Umberto Boccioni, Giacomo Balla, Carlo Carrà, Gino Severini, Luigi Russolo, Fortunato Depero
- Futurismo russo - Natal'ja Sergeevna Gončarova, Michail Fëdorovič Larionov
- Scuola di Parigi - Amedeo Modigliani, Chaïm Soutine, Moïse Kisling, Marc Chagall, Constantin Brâncuși
- Suprematismo – Kazimir Malevič, Aleksandr Rodčenko, El Lissitzky
- Sincromismo – Stanton Macdonald-Wright, Morgan Russell
- Vorticismo - Wyndham Lewis

### Il periodo tra le due guerre
- Pittura metafisica - Giorgio de Chirico, Carlo Carrà, Giorgio Morandi, Alberto Savinio
- Dadaismo - Jean Arp, Marcel Duchamp, Max Ernst, Francis Picabia, Kurt Schwitters
- Movimenti del ritorno all'ordine (Valori plastici, Novecento, Realismo magico, Secondo Futurismo) - Mario Sironi, Achille Funi, Antonio Donghi, Felice Casorati, Fortunato Depero, Cagnaccio di San Pietro, Ubaldo Oppi, Enrico Prampolini
- Nuova oggettività - George Grosz, Käthe Kollwitz, Otto Dix, Max Beckmann, Christian Schad
- Surrealismo - André Breton, Max Ernst, René Magritte, Jean Arp, Joan Miró, Yves Tanguy, Salvador Dalí, André Masson, Marc Chagall
- Cubismo sintetico - Georges Braque, Juan Gris, Fernand Léger, Pablo Picasso
- Costruttivismo - Naum Gabo, Gustav Klutsis, László Moholy-Nagy, El Lissitzky, Kazimir Malevič, Aleksandr Rodčenko, Vladimir Tatlin
- De Stijl - Theo van Doesburg, Piet Mondrian
- Bauhaus - Paul Klee, Vasilij Kandinskij, Josef Albers, Johannes Itten
- Modernismo americano e Precisionismo - Charles Sheeler, Stuart Davis, Arthur Dove, Marsden Hartley, Georgia O'Keeffe, Charles Demuth

### Il periodo successivo alla Seconda Guerra Mondiale
Astrattismo
- Espressionismo, Espressionismo astratto e Action painting - Willem de Kooning, Jackson Pollock, Robert Motherwell, Clyfford Still, Emilio Vedova
- Arte informale e Tachisme - Jean Dubuffet, Emilio Scanavino, Jean Bazaine, Camille Bryen, Hans Hartung, Sam Francis, Alberto Burri, Ferruccio Bortoluzzi, Eugenio Carmi
- Astrattismo geometrico - Vasilij Kandinskij, Manlio Rho, Mario Radice, Josef Albers, Luigi Veronesi, Eugenio Carmi
- Movimento spazialista - Lucio Fontana, Mario Deluigi, Roberto Crippa
- Pittura a campi di colore - Mark Rothko, Barnett Newman, Sam Francis
- CO.BR.A. - Pierre Alechinsky, Karel Appel, Else Alfelt, Asger Jorn
- Art Brut (o "Arte grezza") - Adolf Wölfli, Tarcisio Merati, Ferdinand Cheval

Arte concettuale
- Neo Dada - Robert Rauschenberg, Piero Manzoni, Jasper Johns, Joseph Beuys
- Nouveau Réalisme - Yves Klein, Pierre Restany, Christo, Arman
- Fluxus - George Maciunas, Allan Kaprow, Nam June Paik, Wolf Vostell, Yōko Ono, Dick Higgins, Charlotte Moorman
- Happening - Joseph Beuys, Wolf Vostell
- Videoarte - Nam June Paik, Bill Viola, Wolf Vostell
- Minimal Art - Sol LeWitt, Donald Judd, Dan Flavin, Richard Serra, Agnes Martin
- Post-minimalismo - Eva Hesse, Bruce Nauman,
- Arte Povera - Jannis Kounellis, Luciano Fabro, Mario Merz, Piero Manzoni, Alighiero Boetti, Michelangelo Pistoletto, Giuseppe Penone
- Dau al Set - Joan Brossa, Antoni Tàpies
- Arte nucleare - Enrico Baj, Sergio Dangelo

Arte figurativa
- Pop art - Richard Hamilton, Andy Warhol, Robert Indiana, Jasper Johns, Roy Lichtenstein, Robert Rauschenberg, Claes Oldenburg
- Op art - Victor Vasarely, Bridget Riley
- Décollage - Mimmo Rotella, Wolf Vostell
- Transavanguardia - Francesco Clemente, Nicola De Maria, Enzo Cucchi, Mimmo Paladino, Sandro Chia
- Neoespressionismo e Neuen Wilden (Nuovi Selvaggi) - Georg Baselitz, Anselm Kiefer, David Salle, Julian Schnabel, Jean-Michel Basquiat, Lucian Freud
- Arte figurativa - Bernard Buffet, Maurice Boitel
- Arte neo-figurativa - Fernando Botero, Antonio Berni

Arti plastiche
- Arte cinetica - Jean Tinguely, Getulio Alviani, Gruppo N (Alberto Biasi, Ennio Chiggio, Toni Costa, Edoardo Landi e Manfredo Massironi), Gruppo T (Giovanni Anceschi, Davide Boriani, Gianni Colombo, Gabriele Devecchi, Grazia Varisco)
- Scultura - Henry Moore, David Smith, Tony Smith, Alexander Calder, Alberto Giacometti, Jean Dubuffet, René Iché, Marino Marini, Constantin Brâncuși, Fausto Melotti
- Land Art - Christo, Richard Long, Robert Smithson

## Principali esposizioni di Arte Moderna occidentale

### Italia
- Galleria nazionale d'arte moderna e contemporanea, Roma
- Civico museo d'arte contemporanea, Milano
- Collezione Verzocchi, o Galleria Verzocchi - Il lavoro nella pittura contemporanea, Forlì
- Monumento a ricordo dell'Eccidio di Cefalonia e Corfù, scultore Mario Salazzari, Verona 1966, su commons.wikimedia.org.

### Francia
- Centre Georges Pompidou, Parigi
- Musée d'Orsay, Parigi

### Germania
- Museum Ludwig, Colonia
- Pinakothek der Moderne, Monaco di Baviera
- Neue Pinakothek, Monaco di Baviera
- Neue Nationalgalerie, Berlino

### Regno Unito
- Tate Modern, Londra

### Resto d'Europa
Belgio
- SMAK, Gand

Paesi Bassi
- Stedelijk Museum, Amsterdam

Spagna
- Museo di arte contemporanea di Barcellona, Barcellona
- Museo Nacional Centro de Arte Reina Sofía, Madrid

Svezia
- Moderna Museet, Stoccolma

### Stati Uniti
- Museum of Modern Art, New York
- Guggenheim Museum, New York
- Museum of Modern Art (San Francisco), San Francisco
- Walker Art Center, Minneapolis
- Art Institute of Chicago, Chicago
- Albright-Knox Art Gallery, Buffalo
- Museum of Fine Arts, Boston